# Chrysobothris curta
Chrysobothris curta es una especie de escarabajo del género Chrysobothris, familia Buprestidae. Fue descrita científicamente por Kerremans en 1893.